# Sayghan
Sayghan är ett distrikt i Afghanistan. Det ligger i provinsen Bamiyan, i den nordöstra delen av landet, 160 kilometer väster om huvudstaden Kabul.
Distriktet beräknades år 2022 ha cirka 28 000 invånare.